# Stazione di Saluzzo
Stazione di Saluzzo vasútállomás Olaszországban, Saluzzo településen.

## Vasútvonalak
Az állomást az alábbi vasútvonalak érintik:
- Savigliano–Saluzzo–Cuneo-vasútvonal
- Airasca–Saluzzo-vasútvonal

## Kapcsolódó állomások
A vasútállomáshoz az alábbi állomások vannak a legközelebb:
- Lagnasco railway halt (Savigliano–Saluzzo–Cuneo-vasútvonal)
- Stazione di Manta (Savigliano–Saluzzo–Cuneo-vasútvonal)
- Cervignasco railway station (Moretta–Cavallermaggiore-vasútvonal)